# Cucullia clauda
Cucullia clauda là một loài bướm đêm trong họ Noctuidae.